# Conselleria de Transports i Benestar Social de la Generalitat Valenciana
La Conselleria de Transports i Benestar Social de la Generalitat Valenciana fou un departament del govern preautonòmic del Consell del País Valencià que estigué en funcionament des del 1978 fins al 1981.

## Llista de Consellers de Transports i Benestar Social
| Legislatura  | Nom                       | Inici                 | Fi                     | Partit |
| ------------ | ------------------------- | --------------------- | ---------------------- | ------ |
| preautonòmic | Emèrit Bono i Martínez    | 10 d'abril de 1978    | 1 de novembre de 1978  | PCPV   |
| preautonòmic | José Galán Peláez         | 1 de novembre de 1978 | 30 de juny de 1979     | PCPV   |
| preautonòmic | Antonio Espinosa Chapinal | 30 de juny de 1979    | 15 de juliol de 1980   | UCD    |
| preautonòmic | José Luis Sorribes Mur    | 1 d'octubre de 1980   | 15 de setembre de 1981 | UCD    |